# Eragrostis sterilis
Eragrostis sterilis är en gräsart som beskrevs av Karel Domin. Eragrostis sterilis ingår i släktet kärleksgrässläktet, och familjen gräs. Inga underarter finns listade i Catalogue of Life.